# روزتوکی (ناحیه راکوونیک)
روزتوکی (به چکی: Roztoky) یک منطقهٔ مسکونی در جمهوری چک است که در ناحیه راکوونیک واقع شده‌است.